# ساروس خورشیدی ۱۴۹
ساروس ۱۴۹ دوره‌ای زمانی با چرخه‌ای حدود ۱۸ سال و ۱۱ روز و ۸ ساعت (تقریباً ۶۵۸۵ و یک سوم روز) است که شامل ۷۱ خورشیدگرفتگی می‌شود.

## رخدادها
| ساروس | عضو | تاریخ                       | زمان (بزرگ‌ترین) ساعت هماهنگ جهانی | نوع    | مکان طول و عرض جغرافیایی | گاما    | قدر    | گُستره (km) | مدت زمان (دقیقه: ثانیه) | منبع |
| ----- | --- | --------------------------- | --------------------------------- | ------ | ------------------------ | ------- | ------ | ---------- | ----------------------- | ---- |
| ۱۴۹   | ۱   | ۲۱ اوت ۱۶۶۴                 | ۸:۵۸:۲۳                           | جزئی   | 71N 173.8E               | 1.487   | 0.0844 |            |                         |      |
| ۱۴۹   | ۲   | ۱ سپتامبر ۱۶۸۲              | ۱۶:۴۲:۲۴                          | جزئی   | 71.5N 44.3E              | 1.4279  | 0.1978 |            |                         |      |
| ۱۴۹   | ۳   | ۱۳ سپتامبر ۱۷۰۰             | ۰:۳۴:۱۸                           | جزئی   | 71.9N 87.6W              | 1.3749  | 0.2996 |            |                         |      |
| ۱۴۹   | ۴   | ۲۴ سپتامبر ۱۷۱۸             | ۸:۳۴:۲۰                           | جزئی   | 72N 138.3E               | 1.3282  | 0.3889 |            |                         |      |
| ۱۴۹   | ۵   | ۴ اکتبر ۱۷۳۶                | ۱۶:۴۱:۳۴                          | جزئی   | 71.9N 2.4E               | 1.2874  | 0.467  |            |                         |      |
| ۱۴۹   | ۶   | ۱۶ اکتبر ۱۷۵۴               | ۰:۵۷:۴۶                           | جزئی   | 71.5N 135.5W             | 1.2535  | 0.5314 |            |                         |      |
| ۱۴۹   | ۷   | ۲۶ اکتبر ۱۷۷۲               | ۹:۲۱:۱۸                           | جزئی   | 70.9N 85.1E              | 1.2255  | 0.5846 |            |                         |      |
| ۱۴۹   | ۸   | ۶ نوامبر ۱۷۹۰               | ۱۷:۵۳:۱۱                          | جزئی   | 70.1N 55.8W              | 1.2044  | 0.6245 |            |                         |      |
| ۱۴۹   | ۹   | ۱۸ نوامبر ۱۸۰۸              | ۲:۳۰:۰۳                           | جزئی   | 69.2N 162.6E             | 1.1874  | 0.6564 |            |                         |      |
| ۱۴۹   | ۱۰  | ۲۹ نوامبر ۱۸۲۶              | ۱۱:۱۴:۰۸                          | جزئی   | 68.2N 19.9E              | 1.1764  | 0.677  |            |                         |      |
| ۱۴۹   | ۱۱  | ۹ دسامبر ۱۸۴۴               | ۲۰:۰۱:۳۹                          | جزئی   | 67.1N 123W               | 1.1682  | 0.6924 |            |                         |      |
| ۱۴۹   | ۱۲  | ۲۱ دسامبر ۱۸۶۲              | ۴:۵۳:۰۳                           | جزئی   | 66N 93.6E                | 1.1633  | 0.7016 |            |                         |      |
| ۱۴۹   | ۱۳  | ۳۱ دسامبر ۱۸۸۰              | ۱۳:۴۵:۰۱                          | جزئی   | 65N 49.5W                | 1.1591  | 0.7096 |            |                         |      |
| ۱۴۹   | ۱۴  | ۱۱ ژانویه ۱۸۹۹              | ۲۲:۳۸:۰۲                          | جزئی   | 64N 167.5E               | 1.1558  | 0.7158 |            |                         |      |
| ۱۴۹   | ۱۵  | خورشیدگرفتگی ۲۳ ژانویه ۱۹۱۷ | ۷:۲۸:۳۱                           | جزئی   | 63.2N 25.6E              | 1.1508  | 0.7254 |            |                         |      |
| ۱۴۹   | ۱۶  | خورشیدگرفتگی ۳ فوریه ۱۹۳۵   | ۱۶:۱۶:۲۰                          | جزئی   | 62.5N 115.4W             | 1.1438  | 0.739  |            |                         |      |
| ۱۴۹   | ۱۷  | خورشیدگرفتگی ۱۴ فوریه ۱۹۵۳  | ۰:۵۹:۳۰                           | جزئی   | 61.9N 104.9E             | 1.1331  | 0.7596 |            |                         |      |
| ۱۴۹   | ۱۸  | خورشیدگرفتگی ۲۵ فوریه ۱۹۷۱  | ۹:۳۸:۰۷                           | جزئی   | 61.4N 33.5W              | 1.1188  | 0.7872 |            |                         |      |
| ۱۴۹   | ۱۹  | خورشیدگرفتگی ۷ مارس ۱۹۸۹    | ۱۸:۰۸:۴۱                          | جزئی   | 61.2N 169.8W             | 1.0981  | 0.8268 |            |                         |      |
| ۱۴۹   | ۲۰  | خورشیدگرفتگی ۱۹ مارس ۲۰۰۷   | ۲:۳۲:۵۷                           | جزئی   | 61N 55.5E                | 1.0728  | 0.8756 |            |                         |      |
| ۱۴۹   | ۲۱  | خورشیدگرفتگی ۲۹ مارس ۲۰۲۵   | ۱۰:۴۸:۳۶                          | جزئی   | 61.1N 77.1W              | 1.0405  | 0.9376 |            |                         |      |
| ۱۴۹   | ۲۲  | خورشیدگرفتگی ۹ آوریل ۲۰۴۳   | ۱۸:۵۷:۴۹                          | کامل   | 61.3N 152E               | 1.0031  | 1.0095 | -          | -                       |      |
| ۱۴۹   | ۲۳  | خورشیدگرفتگی ۲۰ آوریل ۲۰۶۱  | ۲:۵۶:۴۹                           | کامل   | 64.5N 59.2E              | ۰٫۹۵۷۸  | ۱٫۰۴۷۵ | ۵۵۹        | ۲ دقیقه و ۳۷ ثانیه      |      |
| ۱۴۹   | ۲۴  | خورشیدگرفتگی ۱ مه ۲۰۷۹      | ۱۰:۵۰:۱۳                          | کامل   | 66.2N 46.3W              | ۰٫۹۰۸۱  | ۱٫۰۵۱۲ | ۴۰۶        | ۲ دقیقه و ۵۵ ثانیه      |      |
| ۱۴۹   | ۲۵  | خورشیدگرفتگی ۱۱ مه ۲۰۹۷     | ۱۸:۳۴:۳۱                          | کامل   | 67.4N 149.5W             | ۰٫۸۵۱۶  | ۱٫۰۵۳۸ | ۳۳۹        | ۳ دقیقه و ۱۰ ثانیه      |      |
| ۱۴۹   | ۲۶  | ۲۴ مه ۲۱۱۵                  | ۲:۱۳:۵۶                           | کامل   | 67.8N 109.4E             | ۰٫۷۹۱۲  | ۱٫۰۵۵۷ | ۳۰۱        | ۳ دقیقه و ۲۴ ثانیه      |      |
| ۱۴۹   | ۲۷  | ۳ ژوئن ۲۱۳۳                 | ۹:۴۵:۱۶                           | کامل   | 66.6N 10.7E              | ۰٫۷۲۴۷  | ۱٫۰۵۶۷ | ۲۷۲        | ۳ دقیقه و ۳۶ ثانیه      |      |
| ۱۴۹   | ۲۸  | ۱۴ ژوئن ۲۱۵۱                | ۱۷:۱۳:۴۵                          | کامل   | 63.7N 89.4W              | ۰٫۶۵۶۱  | ۱٫۰۵۶۹ | ۲۴۹        | ۳ دقیقه و ۴۸ ثانیه      |      |
| ۱۴۹   | ۲۹  | ۲۵ ژوئن ۲۱۶۹                | ۰:۳۷:۰۹                           | کامل   | 59.2N 168.6E             | ۰٫۵۸۴۱  | ۱٫۰۵۶۲ | ۲۲۹        | ۳ دقیقه و ۵۸ ثانیه      |      |
| ۱۴۹   | ۳۰  | ۶ ژوئیه ۲۱۸۷                | ۷:۵۸:۳۱                           | کامل   | 53.6N 63.8E              | ۰٫۵۱۰۹  | ۱٫۰۵۴۸ | ۲۱۱        | ۴ دقیقه و ۶ ثانیه       |      |
| ۱۴۹   | ۳۱  | ۱۷ ژوئیه ۲۲۰۵               | ۱۵:۱۸:۰۰                          | کامل   | 47.2N 43W                | ۰٫۴۳۶۷  | ۱٫۰۵۲۵ | ۱۹۳        | ۴ دقیقه و ۱۰ ثانیه      |      |
| ۱۴۹   | ۳۲  | ۲۸ ژوئیه ۲۲۲۳               | ۲۲:۳۸:۰۳                          | کامل   | 40.2N 151.7W             | ۰٫۳۶۳۶  | ۱٫۰۴۹۵ | ۱۷۶        | ۴ دقیقه و ۹ ثانیه       |      |
| ۱۴۹   | ۳۳  | ۸ اوت ۲۲۴۱                  | ۵:۵۹:۲۱                           | کامل   | 32.9N 98E                | ۰٫۲۹۲   | ۱٫۰۴۵۷ | ۱۵۹        | ۴ دقیقه و ۲ ثانیه       |      |
| ۱۴۹   | ۳۴  | ۱۹ اوت ۲۲۵۹                 | ۱۳:۲۲:۱۷                          | کامل   | 25.3N 13.6W              | ۰٫۲۲۲۶  | ۱٫۰۴۱۲ | ۱۴۱        | ۳ دقیقه و ۴۹ ثانیه      |      |
| ۱۴۹   | ۳۵  | ۲۹ اوت ۲۲۷۷                 | ۲۰:۴۹:۱۱                          | کامل   | 17.8N 126.7W             | ۰٫۱۵۷۳  | ۱٫۰۳۶۲ | ۱۲۳        | ۳ دقیقه و ۲۸ ثانیه      |      |
| ۱۴۹   | ۳۶  | ۱۰ سپتامبر ۲۲۹۵             | ۴:۲۰:۱۹                           | کامل   | 10.3N 118.9E             | ۰٫۰۹۶۳  | ۱٫۰۳۰۷ | ۱۰۴        | ۳ دقیقه و ۱ ثانیه       |      |
| ۱۴۹   | ۳۷  | ۲۱ سپتامبر ۲۳۱۳             | ۱۱:۵۷:۰۰                          | کامل   | 3N 3E                    | ۰٫۰۴۰۵  | ۱٫۰۲۴۹ | ۸۵         | ۲ دقیقه و ۳۰ ثانیه      |      |
| ۱۴۹   | ۳۸  | ۲ اکتبر ۲۳۳۱                | ۱۹:۳۹:۱۶                          | کامل   | 4S 114.2W                | -۰٫۰۰۹۷ | ۱٫۰۱۸۸ | ۶۴         | ۱ دقیقه و ۵۵ ثانیه      |      |
| ۱۴۹   | ۳۹  | ۱۳ اکتبر ۲۳۴۹               | ۳:۲۸:۵۴                           | مرکب   | 10.6S 127.2E             | -۰٫۰۵۳۲ | ۱٫۰۱۲۶ | ۴۳         | ۱ دقیقه و ۱۸ ثانیه      |      |
| ۱۴۹   | ۴۰  | ۲۴ اکتبر ۲۳۶۷               | ۱۱:۲۵:۰۴                          | مرکب   | 16.7S 7.3E               | -۰٫۰۹۰۲ | ۱٫۰۰۶۵ | ۲۲         | ۰ دقیقه و ۴۰ ثانیه      |      |
| ۱۴۹   | ۴۱  | ۳ نوامبر ۲۳۸۵               | ۱۹:۲۷:۳۰                          | مرکب   | 22.1S 113.5W             | -۰٫۱۲۱۲ | ۱٫۰۰۰۴ | ۲          | ۰ دقیقه و ۳ ثانیه       |      |
| ۱۴۹   | ۴۲  | ۱۵ نوامبر ۲۴۰۳              | ۳:۳۶:۲۴                           | حلقه‌ای | 26.8S 124.9E             | -۰٫۱۴۶۱ | ۰٫۹۹۴۷ | ۱۹         | ۰ دقیقه و ۳۳ ثانیه      |      |
| ۱۴۹   | ۴۳  | ۲۵ نوامبر ۲۴۲۱              | ۱۱:۵۱:۴۱                          | حلقه‌ای | 30.4S 2.4E               | -۰٫۱۶۵۲ | ۰٫۹۸۹۳ | ۳۸         | ۱ دقیقه و ۶ ثانیه       |      |
| ۱۴۹   | ۴۴  | ۶ دسامبر ۲۴۳۹               | ۲۰:۱۱:۴۷                          | حلقه‌ای | 33S 120.5W               | -۰٫۱۷۹۴ | ۰٫۹۸۴۴ | ۵۶         | ۱ دقیقه و ۳۶ ثانیه      |      |
| ۱۴۹   | ۴۵  | ۱۷ دسامبر ۲۴۵۷              | ۴:۳۵:۲۷                           | حلقه‌ای | 34.4S 116.2E             | -۰٫۱۹   | ۰٫۹۷۹۹ | ۷۳         | ۲ دقیقه و ۴ ثانیه       |      |
| ۱۴۹   | ۴۶  | ۲۸ دسامبر ۲۴۷۵              | ۱۳:۰۱:۵۴                          | حلقه‌ای | 34.7S 7.6W               | -۰٫۱۹۷۷ | ۰٫۹۷۶  | ۸۷         | ۲ دقیقه و ۲۷ ثانیه      |      |
| ۱۴۹   | ۴۷  | ۷ ژانویه ۲۴۹۴               | ۲۱:۳۰:۲۱                          | حلقه‌ای | 33.7S 132W               | -۰٫۲۰۳۴ | ۰٫۹۷۲۷ | ۱۰۰        | ۲ دقیقه و ۴۶ ثانیه      |      |
| ۱۴۹   | ۴۸  | ۲۰ ژانویه ۲۵۱۲              | ۵:۵۷:۲۰                           | حلقه‌ای | 31.9S 103.6E             | -۰٫۲۰۹۶ | ۰٫۹۷   | ۱۱۰        | ۳ دقیقه و ۲ ثانیه       |      |
| ۱۴۹   | ۴۹  | ۳۰ ژانویه ۲۵۳۰              | ۱۴:۲۳:۱۰                          | حلقه‌ای | 29.3S 21W                | -۰٫۲۱۶۳ | ۰٫۹۶۷۸ | ۱۱۹        | ۳ دقیقه و ۱۴ ثانیه      |      |
| ۱۴۹   | ۵۰  | ۱۰ فوریه ۲۵۴۸               | ۲۲:۴۴:۲۵                          | حلقه‌ای | 26.3S 144.9W             | -۰٫۲۲۶۲ | ۰٫۹۶۶۲ | ۱۲۵        | ۳ دقیقه و ۲۳ ثانیه      |      |
| ۱۴۹   | ۵۱  | ۲۱ فوریه ۲۵۶۶               | ۷:۰۱:۴۴                           | حلقه‌ای | 22.9S 91.8E              | -۰٫۲۳۸۸ | ۰٫۹۶۵  | ۱۳۰        | ۳ دقیقه و ۳۰ ثانیه      |      |
| ۱۴۹   | ۵۲  | ۳ مارس ۲۵۸۴                 | ۱۵:۱۰:۳۱                          | حلقه‌ای | 19.6S 29.8W              | -۰٫۲۵۸  | ۰٫۹۶۴۳ | ۱۳۳        | ۳ دقیقه و ۳۶ ثانیه      |      |
| ۱۴۹   | ۵۳  | ۱۵ مارس ۲۶۰۲                | ۲۳:۱۳:۲۵                          | حلقه‌ای | 16.4S 150W               | -۰٫۲۸۱۴ | ۰٫۹۶۳۸ | ۱۳۶        | ۳ دقیقه و ۴۱ ثانیه      |      |
| ۱۴۹   | ۵۴  | ۲۶ مارس ۲۶۲۰                | ۷:۰۶:۱۱                           | حلقه‌ای | 13.7S 92.2E              | -۰٫۳۱۲۵ | ۰٫۹۶۳۶ | ۱۳۸        | ۳ دقیقه و ۴۶ ثانیه      |      |
| ۱۴۹   | ۵۵  | ۶ آوریل ۲۶۳۸                | ۱۴:۵۰:۱۷                          | حلقه‌ای | 11.6S 23.4W              | -۰٫۳۵   | ۰٫۹۶۳۵ | ۱۴۰        | ۳ دقیقه و ۵۲ ثانیه      |      |
| ۱۴۹   | ۵۶  | ۱۶ آوریل ۲۶۵۶               | ۲۲:۲۳:۱۲                          | حلقه‌ای | 10.5S 136.2W             | -۰٫۳۹۵۷ | ۰٫۹۶۳۳ | ۱۴۳        | ۴ دقیقه و ۰ ثانیه       |      |
| ۱۴۹   | ۵۷  | ۲۸ آوریل ۲۶۷۴               | ۵:۴۷:۴۷                           | حلقه‌ای | 10.2S 113E               | -۰٫۴۴۷۷ | ۰٫۹۶۳۱ | ۱۴۷        | ۴ دقیقه و ۹ ثانیه       |      |
| ۱۴۹   | ۵۸  | ۸ مه ۲۶۹۲                   | ۱۳:۰۲:۰۳                          | حلقه‌ای | 11.2S 4.8E               | -۰٫۵۰۷۴ | ۰٫۹۶۲۷ | ۱۵۵        | ۴ دقیقه و ۲۱ ثانیه      |      |
| ۱۴۹   | ۵۹  | ۲۰ مه ۲۷۱۰                  | ۲۰:۰۷:۰۳                          | حلقه‌ای | 13.6S 101.3W             | -۰٫۵۷۳۸ | ۰٫۹۶۲  | ۱۶۶        | ۴ دقیقه و ۳۴ ثانیه      |      |
| ۱۴۹   | ۶۰  | ۳۱ مه ۲۷۲۸                  | ۳:۰۳:۵۴                           | حلقه‌ای | 17.4S 154.2E             | -۰٫۶۴۵۸ | ۰٫۹۶۰۸ | ۱۸۵        | ۴ دقیقه و ۴۸ ثانیه      |      |
| ۱۴۹   | ۶۱  | ۱۱ ژوئن ۲۷۴۶                | ۹:۵۳:۴۴                           | حلقه‌ای | 22.8S 50.8E              | -۰٫۷۲۲۶ | ۰٫۹۵۹۱ | ۲۱۴        | ۴ دقیقه و ۵۹ ثانیه      |      |
| ۱۴۹   | ۶۲  | ۲۱ ژوئن ۲۷۶۴                | ۱۶:۳۷:۰۳                          | حلقه‌ای | 30.2S 51.7W              | -۰٫۸۰۳۹ | ۰٫۹۵۶۸ | ۲۶۵        | ۵ دقیقه و ۶ ثانیه       |      |
| ۱۴۹   | ۶۳  | ۲ ژوئیه ۲۷۸۲                | ۲۳:۱۵:۱۸                          | حلقه‌ای | 40.2S 154.2W             | -۰٫۸۸۸۶ | ۰٫۹۵۳۴ | ۳۷۳        | ۵ دقیقه و ۶ ثانیه       |      |
| ۱۴۹   | ۶۴  | ۱۳ ژوئیه ۲۸۰۰               | ۵:۵۰:۳۴                           | حلقه‌ای | 56.1S 101E               | -۰٫۹۷۴۷ | ۰٫۹۴۸۳ | ۸۹۳        | ۴ دقیقه و ۵۲ ثانیه      |      |
| ۱۴۹   | ۶۵  | ۲۴ ژوئیه ۲۸۱۸               | ۱۲:۲۴:۲۰                          | جزئی   | 69.2S 11.7W              | -1.0608 | 0.8615 |            |                         |      |
| ۱۴۹   | ۶۶  | ۳ اوت ۲۸۳۶                  | ۱۸:۵۶:۳۴                          | جزئی   | 70.1S 121.4W             | -1.1473 | 0.7116 |            |                         |      |
| ۱۴۹   | ۶۷  | ۱۵ اوت ۲۸۵۴                 | ۱:۳۱:۰۲                           | جزئی   | 70.9S 127.9E             | -1.231  | 0.5673 |            |                         |      |
| ۱۴۹   | ۶۸  | ۲۵ اوت ۲۸۷۲                 | ۸:۰۷:۲۶                           | جزئی   | 71.5S 16.1E              | -1.3122 | 0.4279 |            |                         |      |
| ۱۴۹   | ۶۹  | ۵ سپتامبر ۲۸۹۰              | ۱۴:۴۹:۰۰                          | جزئی   | 72S 97.5W                | -1.3883 | 0.2981 |            |                         |      |
| ۱۴۹   | ۷۰  | ۱۶ سپتامبر ۲۹۰۸             | ۲۱:۳۳:۴۲                          | جزئی   | 72.2S 147.8E             | -1.4611 | 0.175  |            |                         |      |
| ۱۴۹   | ۷۱  | ۲۸ سپتامبر ۲۹۲۶             | ۴:۲۶:۳۴                           | جزئی   | 72.2S 31E                | -1.5263 | 0.0655 |            |                         |      |